# Heinz Mertel
Heinz Mertel, född 19 juli 1936 i Nürnberg, är en före detta västtysk sportskytt.
Han blev olympisk silvermedaljör i pistol vid sommarspelen 1968 i Mexico City.